# Vatileaks 1.0
Der Begriff Vatileaks wurde durch den damaligen Pressesprecher des Vatikans, Federico Lombardi, in Anlehnung an Wikileaks geprägt und beschreibt die Veröffentlichung von vertraulichen Dokumenten des Vatikans 2011 und 2012.

## Zeitlicher Ablauf und Inhalt der Enthüllungen

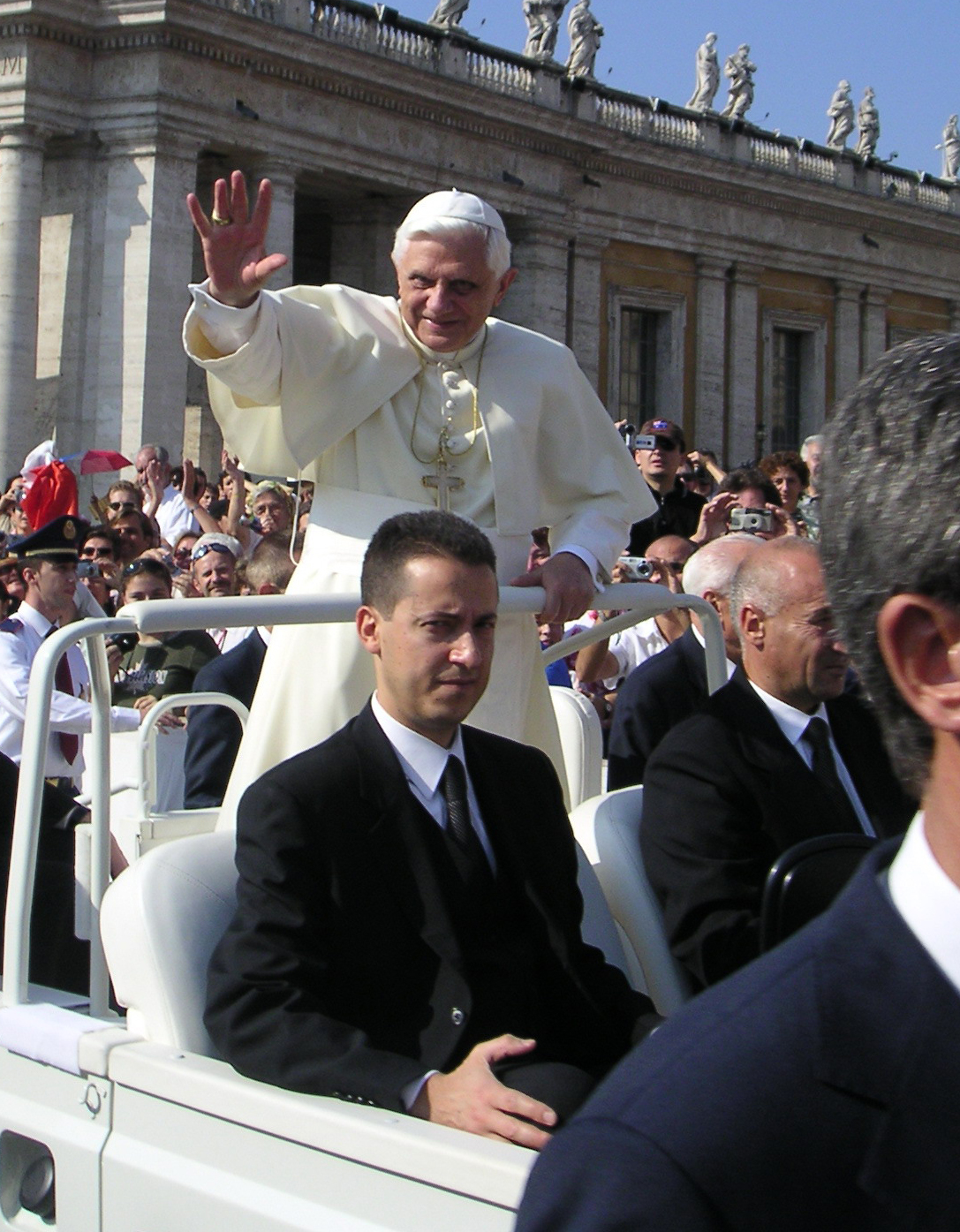
Paolo Gabriele (2005)

Seit 2011 waren immer wieder interne Dokumente der Vatikanstadt in die Medien gelangt. In einigen Unterlagen, die der päpstliche Kammerdiener Paolo Gabriele (1966–2020) an die Medien weitergegeben haben soll, ging es um Vorwürfe der Korruption, des Missmanagements und der Günstlingswirtschaft im Vatikan. Außerdem wurde Kritik an der Führung des Istituto per le Opere di Religione (Vatikanbank) geübt. Zudem spricht der Untersuchungsbericht von einer versteckten homosexuellen Lobby innerhalb der Kurie. Eine Villa außerhalb der Ewigen Stadt, eine Sauna im römischen Vorort Quarto Miglio und ein Schönheitssalon im historischen Zentrum werden als Orte von homosexuellen Begegnungen genannt. Ebenso sei es auf dem Gebiet des Vatikans zu intimen Begegnungen zwischen Männern der Kirche gekommen.
2011 und 2012 soll Gabriele geheim gehaltene Dokumente aus dem Vatikan geschmuggelt haben. Neben vier Nonnen und den beiden Privatsekretären Georg Gänswein und Alfred Xuereb war er einer der wenigen Vertrauten, die Zugang zu den Privaträumen des Papstes hatten. Gabriele soll außerdem Briefe des Papstes an dessen Sekretär Georg Gänswein sowie Dokumente zum Fall der 1983 entführten Bürgerin der Vatikanstadt Emanuela Orlandi öffentlich gemacht haben.
Des Weiteren wurde Gabriele der Diebstahl von Wertgegenständen vorgeworfen.

## Veröffentlichung
Die Weitergabe vertraulicher Informationen aus dem Umfeld des Papstes beschäftigte den Heiligen Stuhl seit der Buchveröffentlichung des italienischen Journalisten Gianluigi Nuzzi mit dem Titel Sua Santità (Seine Heiligkeit, 2012). Darin publizierte er die geheimen Briefe aus dem Schreibtisch von Papst Benedikt XVI., wozu Briefe, Faxe sowie Gesprächsvorlagen zählten. Unter anderem wurde ein internes Vatikan-Memorandum für ein Treffen des Papstes mit dem italienischen Präsidenten Giorgio Napolitano abgedruckt.

## Untersuchung
Im April 2012 setzte der Papst zur Untersuchung der Dokumentendiebstähle eine Untersuchungskommission ein, die aus den drei emeritierten Kardinälen Julián Herranz (Leitung), Jozef Tomko und Salvatore De Giorgi bestand. Unterstützt wurde diese durch den vatikanischen Innenminister Erzbischof Giovanni Angelo Becciu.
Am 25. Mai 2012 wurde der Kammerdiener des Papstes, Paolo Gabriele, festgenommen. Nach seinen Vernehmungen im Vatikanstaat wurde Gabriele am 21. Juli 2012 aus der Haft entlassen und unter Hausarrest gestellt. Vor Prozessbeginn war angekündigt worden, dass dieser nach italienischem Strafprozessrecht erfolgen werde, welches zwei Rechtsmittelinstanzen vorsieht.
Manche Beobachter äußerten Zweifel daran, dass der eher als schlichtes Gemüt beschriebene Kammerdiener Paolo Gabriele wirklich alleine hinter der Affäre stecke, und sahen in ihm eher einen möglichen Sündenbock.
Anfang Juni 2012 gab die Zeitung La Repubblica bekannt, dass man auch nach Gabrieles Festnahme weitere Geheimpapiere erhalten hatte.

## Reaktionen
Papst Benedikt XVI. zeigte sich nach Angaben aus seinem Umfeld „betrübt und geschockt“ über die Enthüllungen in der Affäre um die Weitergabe vertraulicher Dokumente des Vatikans an die Medien. Die Festnahme seines Kammerdieners sei eine „schmerzhafte“ Entwicklung, zitieren ihn italienische Medien unter Berufung auf einen Vertrauten.
Im Juni 2012 äußerte sich erstmals ein deutscher Kardinal zu dem Skandal. Der Berliner Erzbischof Rainer Maria Kardinal Woelki bezeichnete es in der Wochenzeitung Die Zeit als „umso ärgerlicher“, wenn „im Raum der Kirche eine Bank schlecht agiert oder sogar Geldwäsche passiert und finanzielle Unregelmäßigkeiten geschehen.“ Woelki stellte auch fest, dass die Kirche jedoch so gut wie möglich an der Überwindung der Missstände arbeite, und forderte „einen Prozess der Selbstreinigung“.

## Prozesse und Verurteilungen
Der Prozess des Vatikans gegen Gabriele begann am 29. September 2012 und stand unter der Leitung von Gerichtspräsident Giuseppe Dalla Torre. Wegen Beihilfe zum Diebstahl musste sich auch Claudio Sciarpelletti verteidigen. Bei dem Informatiker im päpstlichen Staatssekretariat, der als Vertrauter von Gabriele gilt, war eines der gestohlenen Papiere gefunden worden. Acht per Losverfahren ausgewählte Journalisten nicht-vatikanischer Medien durften den Prozess begleiten. Während des Verfahrens gab Gabriele am 2. Oktober 2012 zu, vertrauliche Dokumente weitergegeben und ohne Komplizen gehandelt zu haben. Dennoch erklärte er sich nicht des schweren Diebstahls schuldig, sondern nur Benedikt XVI. gegenüber schuldig. Ebenfalls wurde entschieden, eine Untersuchung zu seinen Haftbedingungen einzuleiten.
Das Gericht befand Gabriele am 6. Oktober 2012 des schweren Diebstahls für schuldig und verurteilte ihn zu 18 Monaten Haft. Nach Angaben von Pressesprecher Lombardi wurden durch das Urteil weitere Ermittlungen nicht ausgeschlossen. Gianluigi Nuzzi appellierte nach dem Urteil an Benedikt XVI., Paolo Gabriele zu begnadigen. Am 25. Oktober 2012 trat Gabriele die Haftstrafe im Vatikan an (und nicht wie allgemein erwartet in einem italienischen Gefängnis). Benedikt XVI. besuchte ihn am 22. Dezember 2012 im Gefängnis, vergab ihm und hob die Verbüßung der Reststrafe auf. Gabriele wurde noch am selben Tag entlassen und kehrte zu seiner Familie zurück.
Am 5. November 2012 begann vor einem vatikanischen Gericht der Prozess gegen Claudio Sciarpelletti. Am 10. November 2012 wurde er der Beihilfe zum Diebstahl von Vatikan-Dokumenten, begangen von Paolo Gabriele, schuldig gesprochen. Sciarpellettis Strafe von zwei Monaten Gefängnis wurde auf fünf Jahre zur Bewährung ausgesetzt, da er sich zuvor keines Vergehens schuldig gemacht und bei den Ermittlungen kooperiert hatte.

## Gesetzgeberische Maßnahmen und Vatileaks 2.0
Im Juni 2013 wurde mit Artikel 116-bis ein neuer Tatbestand in das Strafgesetzbuch des Vatikanstaates eingefügt, der die Verbreitung vertraulicher Informationen und Dokumente unter Strafe stellt.
Auf dessen Grundlage begann im November 2015 vor dem Gerichtshof des Vatikanstaates ein Prozess gegen den Prälaten Lucio Vallejo Balda, der am 2. November 2015 in Untersuchungshaft genommen wurde, gegen die PR-Agentin Francesca Immacolata Chaouqui, die beiden Journalisten Emiliano Fittipaldi und Gianluigi Nuzzi sowie einen weiteren Angeklagten. Diese Affäre wird als Vatileaks 2.0 bezeichnet.